# Lola Créton
Pour les articles homonymes, voir Creton (homonymie).
Lola Créton est une actrice française, née le 16 décembre 1993 à Paris.
Active à partir des années 2010 au cinéma et au théâtre, elle tient notamment le premier rôle du film Un amour de jeunesse de Mia Hansen-Løve (2011), et apparaît dans Après Mai d'Olivier Assayas (2012) et Les Salauds de Claire Denis (2013).

## Biographie

### Origines et formation
Lola Violante Créton naît le 16 décembre 1993 dans le 13e arrondissement de Paris, de l'acteur François Créton.

### Carrière
Lola Créton apparaît avec de nombreux autres adolescents dans Les Enfants de Timpelbach (2008) de Nicolas Bary, puis elle obtient son premier grand rôle dans l'adaptation de Barbe bleue, de Catherine Breillat, sortie en 2009.
En 2011, le grand public la découvre dans le rôle principal du film En ville de Valérie Mréjen et Bertrand Schefer. Puis, elle est présélectionnée aux Césars du meilleur espoir féminin deux années de suite,, pour son interprétation dans Un amour de jeunesse de Mia Hansen-Løve et dans Après Mai d'Olivier Assayas, où elle incarne une jeune femme en quête de liberté. Elle recevra pour ce rôle, le Swann d’Or de la révélation féminine au Festival de Cabourg en 2013.
Elle joue dans le film Les Salauds de Claire Denis (Sélectionné à Cannes dans la catégorie « un Certain regard » en 2013).
Elle se forme en parallèle au théâtre, au Conservatoire du 5e arrondissement de Paris sous la direction de Stéphanie Farison, et décroche en 2015 le premier rôle de la pièce Un barrage contre le Pacifique de Marguerite Duras, qu'elle joue au théâtre de l'Athénée.
Après le thriller Disparue en hiver  et le téléfilm Arte Deux, elle participe à l'adaptation du roman de Maylis de Kerangal, Corniche Kennedy, nouveau film de Dominique Cabrera pour lequel elle obtiendra l'Efebo d'oro (it) de la meilleure actrice au Festival de Palerme en 2017. En 2018, son interprétation du rôle d'Anaïs, une jeune fille brillante happée par la violence archaïque du djihadisme, dans la fiction d’Arte Dévoilées de Jacob Berger, lui vaut le prix Adami de la révélation féminine au Festival de la fiction à La Rochelle.
En 2022, elle joue une femme vengeresse dans Les Papillons noirs, une coproduction Arte/Netflix.
En 2023, elle est au théâtre Hébertot à l'affiche de la pièce de théâtre Les Parents terribles de Jean Cocteau mise en scène par Christophe Perton, et aux côtés de Muriel Mayette, Maria de Medeiros, Charles Berling et Émile Berling.

## Filmographie

### Cinéma
- 2004 : Imago d'Aline Ahond (court métrage)
- 2007 : La Chambre des morts d'Alfred Lot : Éléonore
- 2008 : Les Enfants de Timpelbach de Nicolas Bary : Mireille Stettner
- 2009 :
  - Barbe Bleue de Catherine Breillat : Marie-Catherine
  - Malban, court métrage d'Élodie Bouédec
- 2011 :
  - En ville de Valérie Mréjen et Bertrand Schefer : Iris
  - Un amour de jeunesse de Mia Hansen-Løve : Camille
- 2012 : Après Mai d'Olivier Assayas : Christine
- 2013 : Les Salauds de Claire Denis : Justine
- 2014 : Disparue en hiver de Christophe Lamotte : Laura
- 2015 : Tom, court métrage d'Andrea Cohen-B : Léa
- 2016 :
  - Les Ronds-points de l'hiver, moyen métrage de Laura Tuillier et Louis Seguin : Alice Château
  - Corniche Kennedy de Dominique Cabrera : Suzanne/Suzanna
- 2018 : Deux Fils de Félix Moati : fille faculté
- 2022 : Avec amour et acharnement de Claire Denis : Lola

### Télévision
- 2007 : Louis Page, épisode Le Don d'Elsa réalisé par Nicolas Bary
- 2012 : Hollyoaks Later, saison 5, cinq premiers épisodes réalisés par Alex Kalymnios et Darcia Martin : Lola
- 2015 : Deux d'Anne Villacèque : Marianne
- 2018 : Dévoilées de Jacob Berger : Anaïs
- 2021 : César Wagner, épisode 4 Tout l'or du Rhin de Magaly Richard-Serrano : Marie Girardon
- 2022 : Les Papillons noirs d'Olivier Abbou : Catherine jeune

## Doublage
- 2023 : Hogwarts Legacy : L'Héritage de Poudlard : voix additionnelles
- 2023 : Diablo IV : voix additionnelles
- 2023 : Final Fantasy XVI : voix additionnelles
- 2023 : Starfield : voix additionnelles
- 2024 : Dragon Age: The Veilguard : voix additionnelles
- 2025 : Assassin's Creed Shadows : ?

## Théâtre
- Les Parents terribles de Jean Cocteau, mise en scène de Christophe Perton : Madeleine.
  - 2020 : au Théâtre national de Nice.
  - 2023 : au Théâtre Hébertot à Paris.

## Distinctions
- 2013 : Festival du film de Cabourg : Swann d'or de la révélation féminine pour Après Mai d'Olivier Assayas
- 2018 : prix jeune espoir féminin Adami au Festival de la fiction de La Rochelle pour Dévoilées[19]